# The Voice (Ultravox)
The Voice är den brittiska new romanticgruppen Ultravox's andra singel från albumet Rage in Eden. Den låg på englandslistan i tolv veckor och nådde som bäst en sextonde plats i december 1981.

## Låtlista

### 7" version
1. "The Voice" (singelklipp) - 4:23
2. "Paths And Angles" - 4:19

### 12" version
1. "The Voice" - 5:59
2. "Paths And Angles" - 4:19
3. "Private Lives (Live)" - 4:51
4. "All Stood Still (Live)" - 4:19